# Nick Simper
Nicholas John Simper (Anglia, Norwood Green, 1945. november 3. –) basszusgitáros, a Deep Purple alapító tagja.

## Diszkográfia

### Deep Purple
- Shades of Deep Purple (1968)
- Inglewood – Live in California (koncert, 1968)
- The Book of Taliesyn (1969)
- Deep Purple (1969)

### Warhorse
- Warhorse (1970)
- Red Sea (1972)

### Nick Simpers Fandango
- Slipstreaming (1979)
- Future Times (1980)

### Rosco Gordon
- Rosco Rocks Again (1982)

### Quatermass II
- Long Road (1997)

### Egyéb albumok
- The Flowerpot Men – "Let's Go To San Francisco" (1967)
- Screaming Lord Sutch – "Hand Of Jack The Ripper" (1971)
- Johnny Kidd & The Pirates – "The Best Of Johnny Kidd & The Pirates" (1978)
- Johnny Kidd & The Pirates – "Rarities" (1983)
- Wee Willie Harris & the Alabama Slammers (2000)